# Ettore Mambretti
Ettore Mambretti (Binasco, 5. siječnja 1859. – Rim, 12. studenog 1948.) je bio talijanski general i vojni zapovjednik. Tijekom Prvog svjetskog rata zapovijedao je 6. armijom na Talijanskom bojištu.

## Vojna karijera
Ettore Mambretti je rođen 5. siječnja 1859. u Binascu. Sin je Luigija i Lucie Mambretti rođ. Cambieri. U vojsku je stupio 1877. služeći u bersaglierima. Vojnu naobrazbu stječe pohađajući vojne škole u Modeni i Milanu. Sudjeluje u Prvom talijansko-etiopskom ratu, te se ističe u Bitci kod Adue za što je i odlikovan. Od 1905. zapovijeda 6. pukovnijom bersagliera, dok od 1911. zapovijeda Brigadom Pistoia s kojom sudjeluje u Talijansko-turskom ratu. Te iste godine promaknut je u čin general bojnika. Godine 1915. postaje zapovjednikom 11. divizije smještene u Bologni kojom zapovijeda i nakon ulaska Italije u rat na strani Antante.

## Prvi svjetski rat
Tijekom 1915. nakon 11. divizije zapovijeda 3. divizijom, da bi u svibnju 1916. preuzeo zapovjedništvo nad novoformiranim XX. korpusom. Zapovijedajući XX. korpusom sudjeluje u zaustavljanju austrougarske Tirolske ofenzive. Dvadesetim korpusom zapovijeda do lipnja kada postaje zapovjednikom Zapovjedništva gorskih jedinica. U prosincu 1916. zapovjedništvo je reorganizirano u 6. armiju čijim je zapovjednikom imenovan Mambretti. Zapovijedajući 6. armijom sudjeluje u lipnju 1917. u Bitci na Ortigari. Navedena bitka završila je talijanskim neuspjehom, te je nakon iste Mambretti smijenjen s mjesta zapovjednika 6. armije. Nakon smjene imenovan je zapovjednikom novoustrojenog Zapovjedništva sjeverne granice koje je imalo zadatak sa spriječi mogući neprijateljski napad preko švicarske granice. Istim je zapovijedao sve do kraja rata.

## Poslije rata
Nakon završetka rata Mambretti je u prosincu 1923. promaknut u čin generala armije. U veljači 1929. imenovan je senatorom, dok je 1931. premješten u pričuvu. Preminuo je 12. studenog 1948. u 90. godini života u Rimu. Bio je oženjen s Esperijom Rimbotti.